# Decaspermum gracilentum
Decaspermum gracilentum är en myrtenväxtart som först beskrevs av Henry Fletcher Hance, och fick sitt nu gällande namn av Elmer Drew Merrill och Lily May Perry. Decaspermum gracilentum ingår i släktet Decaspermum och familjen myrtenväxter. Inga underarter finns listade i Catalogue of Life.